# Gobionotothen
Gobionotothen ist eine Fischgattung aus der Gruppe der Antarktisfische (Notothenioidei), die im Südlichen Ozean im Bereich der Subantarktischen Inseln und am nördlichen Ende der Antarktischen Halbinsel vorkommt.

## Merkmale
Äußerlich ähneln die Gobionotothen-Arten eher Grundeln als den übrigen Antarktisfischen, worauf die Gattungsbezeichnung beruht (gobius = Grundel). Sie sind langgestreckt und hinten seitlich abgeflacht. Das Schnauzenprofil ist konvex. Der Abstand zwischen den Augen ist auffallend klein, er liegt bei der Hälfte des Augendurchmessers oder weniger. Das Maul ist klein, die Maulspalte reicht nicht bis zu einer gedachten senkrechten Linie, die durch die Augenmitte verläuft. Das Maul enthält keine vergrößerten Fangzähne. Die Schnauze, die Region vor den Augen, der Rand des Präoperculums und der Unterkiefer sind unbeschuppt, der übrige Kopf ist beschuppt. Die Schwanzflosse ist abgerundet. Gobionotothen-Arten haben zwei Seitenlinien. Sie werden 20 bis 55 cm lang.
- Flossenformel: Dorsale V–VIII/28–34; Anale 27–34, Pectorale 18–21, Caudale 10–12.
- Kiemenrechen: 16–22.
- Branchiostegalstrahlen: 6.
- Wirbel: (15–18)+(28–35) = 44–52.[1]

## Arten
Es gibt fünf Arten:
- Gobionotothen acuta (Günther, 1880)
- Gobionotothen angustifrons (J. G. Fischer, 1885)
- Gobionotothen barsukovi Balushkin, 1991
- Gobionotothen gibberifrons (Lönnberg, 1905)
- Gobionotothen marionensis (Günther, 1880)

## Belege
1. 1 2  
H. H. Dewitt, P.C. Heemstra und K.-H. Kock, 1990. Nototheniidae. S. 289. In O. Gon und P.C. Heemstra (Hrsg.) Fishes of the Southern Ocean. J.L.B. Smith Institute of Ichthyology, Grahamstown, South Africa. 462 p.
2. ↑  
A. V. Balushkin: Review of green notothenias, Gobionotothen Balushkin (Nototheniidae) from the Antarctic and Subantarctic. Januar 1991, Journal of Ichthyology 31(8):42-55
3. ↑  
Gobionotothen auf Fishbase.org (englisch)